# Condado de Harrison (Texas)

Localización del condado de Harrison en Texas.

El condado de Harrison es uno de los 254 condados del Estado estadounidense de Texas. La mayor ciudad y sede del condado es Marshall. El condado posee un área de 2.370 km² (de los cuales 42 km² están cubiertos por agua), la población de 62.110 habitantes, y la densidad de población es de 27 hab/km² (según censo nacional de 2000). Este condado fue fundado en 1839.